# Rascló de clatell rogenc
El rascló de clatell rogenc (Aramides albiventris) és una espècie d'ocell de la família dels ràl·lids (Rallidae) que habita zones humides mesoamericanes, des de Mèxic oriental, cap al sud, a través del nord i sud-oest de Guatemala, oest del Salvador, Belize, Hondures i Nicaragua, fins al nord-est de Costa Rica.

## Taxonomia
Considerat antany coespecífic amb Aramides cajaneus, actualment és considerat una espècie de ple dret arran els treballs de Marcondes et Silveira 2015.